# 황지고등학교
황지고등학교(黃地高等學校)는 대한민국 강원특별자치도 태백시 황지동에 위치한 공립 고등학교이다.

## 학교 연혁
- 1966년 3월 15일 : 황지고등학교 개교
- 1974년 10월 18일 : 학급 증설 인가 (12학급)
- 1976년 3월 1일 : 황지중학교 분리
- 1976년 3월 2일 : 방송통신고등학교 개교
- 1983년 12월 7일 : 신축교사 현재 위치로 이전
- 2004년 11월 25일 : 도서관 완공
- 2005년 3월 1일 : 학급 증설 인가 (18학급)
- 2008년 11월 26일 : 한밝학사 준공
- 2021년 1월 6일 : 제53회 졸업식(145명, 총 누계 12,582명)
- 2023년 9월 1일 : 제20대 교장 엄규진 부임

## 참고 자료
- 황지고등학교 - 한국교육학술정보원 학교알리미